# Squad Busters
Squad Busters és el sisè videojoc més recent de Supercell per a dispositius mòbils (iOs i Android). Es tracta d'un videojoc d'un grau de violència en dibuixos animats baix, amb diversos modes de joc.
Va ser publicat el 24 de maig del 2024 en versió Soft launch. Durant els darrers mesos, es va anar afegint per a una sèrie de països fins que el 29 de desembre del 2024 es va publicar globalment. Actualment no està disponible en català.
Com la resta de videojocs de Supercell, és freemium (és a dir, que jugar-lo és gratuït, però petites transaccions econòmiques permeten avançar en el joc més ràpidament, a més de poder donar aspectes diferents als seus personatges). El joc esta disponible en iOS i en Android.

## Modes de joc
Quan va sortir, només tenia un mode, on havies de recol·lectar el màxim de gemmes possibles. Més tard, se'n van afegir més: 
- Showdown: on has d'intentar ser l'última Squad viva. No hi existeixen gemmes.
- Squad League: com el mode normal, però guanyes copes. Les copes de moment sense cap funció.
- Gem Hunt Duo: Com el mode normal però en duos, i es comparteixen les gemmes.[2]

Squad Busters ha tingut alguns modes temporals com:
- Hatchling Run: Havies de caçar i portar al niu el màxim nombre de pollets possible i defensar-los dels robots.
- Unicron Attacks: Venia amb la col·laboració amb Transformers. Era un mode normal, però amb un modificador amb monstres de Transformers.

## Squad Busters 2.0
A mitjan febrer de 2025 Squad Busters anuncia que l'actualització d'abril serà la més gran del joc i que el canviarà completament. En mes d'abril s'anuncia que l'actualització no està preparada i que sortirà al maig. L'actualització inclou, entre d'altres: Els herois, uns nous personatges, un nou gameplay.